# Leccei dóm
A leccei dóm (Santa Maria Assunta) a város egyik legjelentősebb barokk temploma. Az azonos nevű téren (Piazza del Duomo) épült fel 1140-1230 között. A 17. század végén építették át barokk stílusban Luigi Pappacoda püspök megbízásából.

## Leírása
A templomnak két szabad homlokzata van. A főhomlokzat az érseki palotától balra levő, a másik homlokzat a templom előtti térre néz. A kétszintes főhomlokzat díszítése visszafogottabb. Szentek (Péter apostol, Pál apostol, Tolosai Szent Lajos, Szent Januáriusz) falfülkékben elhelyezett szobrai díszítik. A homlokzatot díszítő bordázott oszlopok a templom háromhajós tagoltságát mutatják. A másik, térre néző homlokzat sokkal díszesebb. Központi eleme egy szobrokkal, pilaszterekkel és faragványokkal gazdagon díszített portál. A bejárat két oldalát fülkékben elhelyezett szobrok fogják közre (Szent Jusztusz és Szent Fortunátusz). A bejáratot egy szobrokkal díszített párkány koronázza. A középső szobor Szent Orontiust ábrázolja.
A templom belseje latin kereszt alaprajzú, három hajóval. A kereszthajót 1685-ből származó kazettás famennyezet díszíti, amelyek közé Szent Orontius életének pillanatait ábrázoló festett táblák vannak beiktatva. Ezek Giuseppe da Brindisi művei. A templomban tizenkét oltár áll, amelyek 1656-1780 között készültek. Ezek neves helyi művészek alkotásai (Giuseppe da Brindisi, Oronzo Tiso, Gianserio Strafella, G. Domenico Catalano és G. A. Coppola). A főoltárt márványból faragták, díszítőelemeit bronzból öntötték. Oronzo Tiso alkotását 1757-ben szentelte fel Sozi Carafa püspök. Az oltárkép a Szűzanyát ábrázolja. Az oltár szárnyain Illés próféta áldozata valamint Noé áldozata látható. A diófából faragott kórus és püspöki trónus 1759-ben készült el. Emanuele Manieri alkotása.
A templom alatti kripta a 12. századból származik. A 16. században barokkosították.
A harangtorony 1661-1682 között épült Giuseppe Zimbalo tervei szerint. Egy korábbi, normann eredetű torony helyén épült fel. A 72 méter, öt emelet magasságba emelkedő tornyot egy majolikával burkolt kupola fedi, amelyen Szent Orontius öntöttvasból készült szobra áll.